# Pelayos de la Presa
Pelayos de la Presa är en kommun i Spanien. Den ligger i den autonoma regionen Madrid, i den centrala delen av landet, 50 km väster om huvudstaden Madrid. Antalet invånare är 3 136 (2024). Pelayos de la Presa ligger vid vattenreservoaren  San Juan.